# Bahnstrecke Misi–Raajärvi
| Streckenlänge: | etwa 14 km               |                                    |                                    |
| Spurweite: | 1524 mm (Russische Spur) |                                    |                                    |
| |                          |                                    |                                    |
| \| \| \| von Laurilla \| \| \| \| 1021,26 \| Misi \| Misi \| \| \| \| \| \| \| \| \| Kiesgrube \| \| \| \| \| Hafenbahn (1934–1963) \| \| \| \| \| \| \| \| \| \| Abzw. Kiesgrube (ab 31. Juli 1963) \| \| \| \| \| Abzw. Hafenbahn (1963–1976) \| \| \| \| ~1023,50 \| Betriebsgrenze VR/Otanmäki Oy[1] \| Betriebsgrenze VR/Otanmäki Oy[1] \| \| \| \| nach Kandalakscha \| \| \| \| \| Misijärvi \| \| \| \| 1035,00 \| Raajärvi[2] \| Raajärvi[2] \| |                          |                                    |                                    |
| Strecke |                          | von Laurilla                       | von Laurilla                       |
| Bahnhof | 1021,26                  | Misi                               | Misi                               |
| Strecke von links (außer Betrieb) · Abzweig geradeaus und ehemals nach rechts |                          |                                    |                                    |
| Abzweig geradeaus und nach links (Strecke außer Betrieb) · Strecke |                          | Kiesgrube                          | Kiesgrube                          |
| Betriebsstelle Streckenende (Strecke außer Betrieb) · Strecke |                          | Hafenbahn (1934–1963)              | Hafenbahn (1934–1963)              |
| Abzweig geradeaus, nach links und ehemals von links · Strecke von rechts |                          |                                    |                                    |
| Strecke von links (außer Betrieb) · Abzweig geradeaus und ehemals nach rechts · Strecke |                          | Abzw. Kiesgrube (ab 31. Juli 1963) | Abzw. Kiesgrube (ab 31. Juli 1963) |
| Abzweig geradeaus und nach rechts (Strecke außer Betrieb) · Strecke |                          | Abzw. Hafenbahn (1963–1976)        | Abzw. Hafenbahn (1963–1976)        |
| Grenze (Strecke außer Betrieb) · Strecke nach links (außer Betrieb) · Abzweig geradeaus und ehemals von rechts | ~1023,50                 | Betriebsgrenze VR/Otanmäki Oy      | Betriebsgrenze VR/Otanmäki Oy      |
| Strecke (außer Betrieb) · Strecke nach links |                          | nach Kandalakscha                  | nach Kandalakscha                  |
| Brücke über Wasserlauf (Strecke außer Betrieb) |                          | Misijärvi                          | Misijärvi                          |
| Betriebs-/Güterbahnhof Streckenende (Strecke außer Betrieb) | 1035,00                  | Raajärvi                           | Raajärvi                           |

Die Bahnstrecke Misi–Raajärvi führte vom Bahnhof Misi zum Bergwerk Raajärvi in der finnischen Landschaft Lappland. Die Strecke verlief auf dem Gebiet der heutigen Städte Rovaniemi und Kemijärvi. Die Länge der als reine Güterstrecke gebauten Bahn betrug etwa 14 Kilometer.

## Lage
Die Minen Kärväsvaara und Raajärvi in der Gemeinde Kemijärvi wurden 1959 und 1964 eröffnet. Die Minen lagen rund zehn Kilometer voneinander entfernt. In den Minen wurde Magnetit gefördert.
Um das Mineral der Grube Raajärvi abzutransportieren, wurde ein Anschlussgleis von Misi zur Grube gebaut. Dieses wurde in Form eines Gleisdreieckes als Anschlussgleis des Bahnhof Misi am 31. Juli 1963 inoffiziell und am 20. August 1964 für die Grubengesellschaft Otanmäki Oy offiziell eröffnet. Der Grubenbahnhof wurde am 1. Januar 1968 ein eigenständiger Verkehrsknotenpunkt. Die Strecke wurde am 15. März 1976 eingestellt. Mit der Eröffnung der Strecke wurden die Anschlüsse zur Hafenbahn und zur Kiesgrube vom östlichen Bahnhofsende an die neue Strecke verlegt.
Die Strecke mit dem Gleisdreieck zweigte am östlichen Ende des Bahnhofes Misi von der Hauptstrecke zwischen Rovaniemi und Kemijärvi ab. Nach der Einstellung des Verkehrs wurde der größte Teil des Bahndamms in eine Straße umgewandelt und das östliche Gleis des Gleisdreiecks abgebaut. Der Anschluss zur Kiesgrube ist noch vorhanden. Die Straße trägt die Straßennummer 19772.

## Anschluss Kiesgrube
Die Kiesgrube Lapalionvaara wurde 1932 eröffnet.  Im Laufe des Jahres wurden dort 303.122 m³ Schotter und Böschungsschüttung für den Bau der Strecke Rovaniemi–Kemijärvi abgetragen. Das Bahnhofsgebäude Misi und der Wasserturm wurden ebenfalls 1932 fertiggestellt. 1933 wurden 251.738 m³ Kies abgetragen, 1934 268.149 m³. Insgesamt wurden der Kiesgrube für den Streckenbau 823.009 m³ Kies entnommen, ebenso wurde die Veitikanoja-Kiesgrube in Rovaniemi (409.100 m³) für den Bauabschnitt genutzt. Die Kiesgrube war von beiden Seiten an die Hauptstrecke angebunden, die nordöstliche Zufahrt wurde zu einem nicht bekannten Zeitpunkt stillgelegt und abgebaut.
In der Grube wurden Schienenbagger vom Typ G20 von Menck & Hambrock verwendet.  Für den Abtransport kamen Güterwagen der Baureihen Ma, Mai, Maj, Mar und Mari zum Einsatz. Die Lokomotiven für die Kieszüge gehörten zu den Baureihen G1, G3, G6, G8, G11 und K5.

## Hafenbahn Misi
Im Zusammenhang mit dem Bau der Bahnstrecke nach Kemijärvi wurden Hafenbahnen in Kulusku und Misi gebaut. Begründet wurden diese Bemühungen mit der verbesserten Beförderung von schwer flößbarem Holz. Der Floßbetrieb begann in Kurttalampi, führte weiter nach Misilammi und von dort zum Misijärvi. Von dort wurden die Baumstämme mit Schleppern über den See bis zum Hafenbahnhof gebracht.
Auf beiden Hafenstrecken wurde kein starker Verkehr erwartet. Während für die Strecke nach Kemijärvi neue Schienen mit einem Metergewicht von 30 kg verlegt wurde, wurden für beide Hafenstrecken gebrauchte Schienen mit einem Metergewicht von 22 kg verwendet.
Die Hafenbahn Misi wurde 1934 fertiggestellt. Dazu wurden 33,1 ha des Kiesgrubengeländes, 10,36 ha Land für die Strecke und 16,12 ha Wasserfläche für den Hafen vom Staat übernommen.  Die Strecke war 2624 m lang und verfügte über eine Weiche und ein 206 m langes Abstellgleis im Hafen. Daher mussten die zum Hafen gebrachten Güterwagen dorthin geschoben werden.
Diese erste Hafenstrecke stand in keiner Verbindung zur Betrieb der Raajärvi-Mine. Eine Gleisverlegung wurde erst mit dem Bau der Güterzugstrecke zur Mine durchgeführt.
Die Strecke Rovaniemi–Kemijärvi wurde im Herbst 1944 durch Kriegseinwirkung zerstört. Die Kiesgruben- und Hafengleise wurden im Oktober 1945 abgebaut und ihre Schienen für die Instandsetzung der Hauptstrecke verwendet. Das Hafengleis wurde im Februar 1946 neu verlegt, das Kiesgrubengleis etwa zeitgleich. Der gesamte Abschnitt Rovaniemi–Kemijärvi wurde am 19. März 1946 wieder fertiggestellt.